# Frankenhaag
Frankenhaag ist ein Gemeindeteil der Gemeinde Mistelgau im Landkreis Bayreuth (Oberfranken, Bayern). Die Gemarkung Frankenhaag hat eine Fläche von 3,540 km². Sie ist in 561 Flurstücke aufgeteilt, die eine durchschnittliche Flurstücksfläche von 6310,27 m² haben. In ihr liegen neben dem namensgebenden Ort die Gemeindeteile Hardt, Klingenmühle, Ochsenholz, Sorg und Streit.

## Geografie
Beim Dorf fließen der Kaupersbach und der Kaltenbrunnen zur Weides zusammen, einem linken Zufluss der Truppach. 0,6 km nordwestlich des Ortes befindet sich der Brunnberg (498 m ü. NHN) und 1,2 km nordöstlich der Hohe Berg (530 m ü. NHN). Die Kreisstraße BT 1 führt nach Klingenmühle (0,8 km nordwestlich) bzw. am Striegelhof vorbei nach Mistelgau zur Staatsstraße 2185 (2,7 km östlich). Eine Gemeindeverbindungsstraße führt an Ochsenholz vorbei nach Streit (1,2 km westlich).

## Geschichte
Das Adelsgeschlecht von Lüschwitz hatte dort ursprünglich einen Rittersitz. Mit seinem Aussterben im Jahre 1728 fiel das Lehen an das Markgraftum Brandenburg-Kulmbach.
Frankenhaag bildete mit Hardt, Klingenmühle, Ochsenholz und Süßentränk eine Realgemeinde. Gegen Ende des 18. Jahrhunderts gab es in Frankenhaag mit Süßentränk 16 Anwesen. Die Hochgerichtsbarkeit stand dem bayreuthischen Stadtvogteiamt Bayreuth zu. Die Dorf- und Gemeindeherrschaft hatte das Amt Unternschreez. Die Verwaltung Glashütten war Grundherr sämtlicher Anwesen (ehemals ritterschaftliches Schloss mit Brauerei-, Wirtschafts-, Bäckerei- und Bierverlagsgerechtigkeit, 1 Söldengut mit Schenkstatt, 4 Söldengüter, 1 Dreiviertelsölde, 2 Halbsölden, 1 Drittelsölde, 3 Viertelsölden, 3 Tropfgüter).
Von 1797 bis 1810 unterstand der Ort dem Justiz- und Kammeramt Bayreuth. 1810 kam Frankenhaag zum Königreich Bayern. Infolge des Gemeindeedikts wurde Frankenhaag dem 1812 gebildeten Steuerdistrikt Mistelgau zugewiesen. Zugleich entstand die Ruralgemeinde Frankenhaag, zu der Hardt, Ochsenholz und Süßentränk gehörten. Mit dem Gemeindeedikt von 1818 wurde die Gemeinde Streit mit Klingenmühle und Sorg eingegliedert. Die Gemeinde Frankenhaag war in Verwaltung und Gerichtsbarkeit dem Landgericht Bayreuth zugeordnet und in der Finanzverwaltung dem Rentamt Bayreuth (1919 in Finanzamt Bayreuth umbenannt). Ab 1862 gehörte Frankenhaag zum Bezirksamt Bayreuth (1939 in Landkreis Bayreuth umbenannt). Die Gerichtsbarkeit blieb beim Landgericht Bayreuth (1879 in Amtsgericht Bayreuth umgewandelt). Die Gemeinde hatte 1964 eine Gebietsfläche von 3,532 km². Am 1. Januar 1972 wurde diese im Zuge der Gebietsreform in Bayern in die Gemeinde Mistelgau eingegliedert.
Von 1812 bis 1971 hatte der Ort eine eigene Schule. Von 1904 bis 1974 war Frankenhaag über die Bahnstrecke Bayreuth–Hollfeld erreichbar.

### Baudenkmal
- Ehemaliges Schloss

### Einwohnerentwicklung
Gemeinde Frankenhaag
| Jahr      | 1822  | 1840   | 1852   | 1855   | 1861   | 1867   | 1871   | 1875   | 1880   | 1885   | 1890   | 1895   | 1900   | 1905   | 1910   | 1919   | 1925   | 1933   | 1939   | 1946   | 1950   | 1952   | 1961  | 1970   |
| Einwohner | 288   | 348    | 339    | 340    | 337    | 370    | 347    | 337    | 355    | 334    | 308    | 307    | 299    | 279    | 270    | 309    | 306    | 276    | 298    | 370    | 391    | 364    | 330   | 280    |
| Häuser    | 54    |        |        |        |        |        | 56     |        |        | 55     | 54     |        | 54     |        |        |        | 56     |        |        |        | 60     |        | 63    |        |
| Quelle    | [ 7 ] | [ 12 ] | [ 12 ] | [ 12 ] | [ 13 ] | [ 14 ] | [ 15 ] | [ 16 ] | [ 17 ] | [ 18 ] | [ 19 ] | [ 12 ] | [ 20 ] | [ 12 ] | [ 21 ] | [ 12 ] | [ 22 ] | [ 12 ] | [ 12 ] | [ 12 ] | [ 23 ] | [ 12 ] | [ 8 ] | [ 24 ] |

Gemeindeteil Frankenhaag
| Jahr      | 001819 | 001822 | 001861 | 001871 | 001885 | 001900 | 001925 | 001950 | 001961 | 001970 | 001987 |
| Einwohner | 150 *  | 130    | 116    | 128    | 123    | 104    | 128    | 176    | 147    | 109    | 109    |
| Häuser    |        | 29     |        |        | 23     | 21     | 24     | 26     | 26     |        | 29     |
| Quelle    | [ 25 ] | [ 7 ]  | [ 13 ] | [ 15 ] | [ 18 ] | [ 20 ] | [ 22 ] | [ 23 ] | [ 8 ]  | [ 24 ] | [ 1 ]  |

## Religion
Frankenhaag ist seit der Reformation evangelisch-lutherisch geprägt und nach St. Bartholomäus (Mistelgau) gepfarrt.